# Багдадска батерия
Багдадската батерия (или Персийската батерия) е набор от три археологически артефакта, открити заедно: керамичен съд, подобен на ваза, медна тръба и железен прът. Находката е открита в областта Куджут Рабу, Ирак, близо до древния град Ктезифон, столица на Персийската (150 г. пр.н.е. – 223 г.) и Сасанидската (224 г.-650 г.) империя, като се смята, че датира към някой от тези два периода.
Произходът и целта на находката остават неясни. Някои учени предполагат, че предметите са функционирали заедно като галваничен елемент, вероятно използван за галванизация на метали или някакъв вид електротерапия. Според алтернативно обяснение са служили като съд за съхранение на свещени свитъци.

## Физическо описание и датировка
Артефактите се състоят от глинен съд, с дължина около 5 инча и гърло, широко около 1.5 инча, съдържаща цилиндрична медна тръба, в която е поставена прът от желязо. Най-отгоре железният прът е изолиран от медта с асфалт, като тръбата с цилиндъра в нея са прикрепени към гърлото на глинения съд. По находката личат следи от корозия. Медният цилиндър е кух, така че ако съдът е бил пълнен с течност, тя е можела да достигне и до железния прът.
Вилхелм Кьониг, сътрудник на Иракския национален музей през 1930-те години, е смятал, че предметите може да датират към Персийския период, но според Сейнт Джон Симпсън от Близкоизточния отдел на Британския музей, оригиналното им разкриване и контекстът на разкопките не са били добре документирани и доказателствата за тази датировка са неиздържани, още повече че стилът на изработка на глинения съд го отнася към Сасанидския период.

## Пресъздаване
Днешни опити показват, че един такъв галваничен елемент създава напрежение между (0,5 – 1)V в зависимост от електролита. Поне 4 такива елемента, свързани последователно, са достатъчни да захранят малък съвременен светодиод от 3V.